# Pietro Aldi
Pietro Aldi  (né le 26 juillet 1852 à Manciano - mort le 18 mai 1888 dans la même ville) est un peintre italien académique, connu pour ses sujets à  thème historique. 

## Biographie
Pietro Aldi étudie à l'Académie de Sienne, avec  Luigi Mussini. Grâce au concours Biningueci, avec  La sconfitta di Corradino di Svevia a Tagliacozzo récompensé en  1874, il poursuit ses études à Rome et à Venise.
Il peint des sujets historiques dans le style de Antonio Ciseri avec son  maître Mussini. Il travaille à fresque à Sienne pour le Palazzo Pubblico. À Rome sont conservées ses principales œuvres.
Il meurt à seulement 35 ans.

## Œuvres
- La Rencontre entre Giuseppe Garibaldi et le roi Victor-Emmanuel II de Savoie le 26 octobre 1860. (1886), fresque exposée au  Palazzo Pubblico (Sienne).
- Deux toiles conventionnelles réalisées en 1885 pour le chœur du Duomo de Pitigliano et représentant :
  - L'Empereur Henri IV à Canossa ;
  - La Prédestination d'Hildebrand.
- Le ultime ore della libertà senese (1882), Santa Maria della Scala (Salle San Pio), Sienne
- Nerone contempla l'incendio di Roma, Santa Maria della Scala (Salle San Pio), Sienne. Toile inachevée.
- L'Armistizio di Novara et L´Incontro di Teano (1887), Palazzo Pubblico, Sienne (avec A. Cassioli e C. Maccari)
- Madonna col Bambino che consegna a san Paolo della Croce il progetto del convento (1880), Retraite du Monte Argentario
- Giuditta che mostra la testa di Oloferne, Musée du Lateran
- Le Choix du connaisseur,
- Promenade à la Villa Borghese,
- Dans des pêcheurs,